# Marika Stiernstedt
Marika Stiernstedt wł. Maria Sofia Alexandra Stiernstedt (ur. 12 stycznia 1875 w Sztokholmie, zm. 25 października 1954 w Finja) – szwedzka pisarka, dziennikarka, filantrop.

## Życiorys
Pochodziła z arystokratycznego środowiska – jej rodzicami byli generał Leonard Wilhelm Stiernstedt (1841–1919) i polska hrabina Maria Ciechanowiecka (1850–1876). W latach 1900–1906 była żoną pioniera lotnictwa barona Carla Gustava A. Cederströma (1867–1918) z którym miała córkę Lenę Cederström (1901–1974), utalentowaną aktorkę teatralną i filmową. W 1909 roku wyszła ponownie za mąż, za pisarza i dziennikarza Ludviga Anselma „Lubbe” Nordströma (1882–1942). Ich wspólnemu życiu poświęciła tom wspomnień pt. Kring ett äktenskap (1953).
Debiutowała w 1894 roku. Początkowo wydawała pod pseudonimem Mark Stern. Była znaną autorką, oprócz 21 powieści opublikowała opowiadania i dzienniki podróży, a także pakiet autobiograficzny. Przez pewien czas przewodniczyła Szwedzkiemu Stowarzyszeniu Pisarzy (w latach 1931–1936 i 1940–1943).
W Polsce zostały wydane przetłumaczone na język polski powieści Mariki Stiernstedt: Ullabella (1929), Cztery buławy, Warszawa (1938), Kamienie młyńskie,  Biblioteka Tygodnika Illustrowanego, Warszawa (1939), Zamach w Paryżu, Wydawnictwo Awir, Katowice (1947).
Wielokrotnie podkreślała, że czuje się pół Polką, co udowodniła angażując się na rzecz Polski w okresie I i II wojny światowej. W 1917 roku zaangażowała się na rzecz odzyskania przez Polskę niepodległości. Opublikowała broszurę pt. Polens rätt, w której przedstawiła losy Polski na przestrzeni wieków i podkreślała prawo Polaków do suwerenności. Głęboko wstrząśnięta napaścią Niemiec na Polskę napisała na ten temat w 1939 powieść Indian Sommar. W okresie II wojny światowej starała się nieść pomoc Polakom znajdującym się pod okupacją niemiecką. W 1943 roku założyła Komitet Pomocy Polskim Dzieciom (Komitté Hjälp Polens Barn), organizując zbiórki z myślą o wysłaniu ich do okupowanej Polski. Po II wojnie światowej pojechała do Polski z pomocą, nagłaśniała w prasie szwedzkiej potrzebę pomocy humanitarnej dla Polski. To zaowocowało dużymi zbiórkami: na polskie dzieci, na sierocińce. W 1948 roku była uczestniczką Światowego Kongresu Intelektualistów we Wrocławiu.
4 grudnia 1945 uchwałą Prezydium Krajowej Rady Narodowej została odznaczona Złotym Krzyżem Zasługi „w uznaniu dużych zasług, położonych w pracy społecznej dla demokracji polskiej, oraz w dziele niesienia pomocy dzieciom Polski”.

## Zekranizowane powieści[9]
- 1915– Landshövdingens döttrar, reż.  Victor Sjöström
- 1942– Man glömmer ingenting, reż. Åke Ohberg(inne języki)
- 1944– Attentat i Paris (tyt. filmu: Den osynliga muren), reż. Gustaf Molander(inne języki)
- 1948– Banketten, reż. Hasse Ekman